# Eleições estaduais em Goiás em 1966
As eleições estaduais em Goiás em 1966 ocorreram em 15 de novembro sob as regras do Ato Institucional Número Três numa prescrição válida nos 22 estados brasileiros e nos territórios federais do Amapá, Rondônia e Roraima. Nelas foram eleitos o senador João Abraão, 13 deputados federais e 39 deputados estaduais e um ano antes o governador Otávio Lage e o vice-governador Osires Teixeira foram alçados ao Palácio das Esmeraldas em eleição direta.
Mineiro de Araguari, o comerciante João Abraão estreou na política ao eleger-se deputado estadual via PSD em 1962 e no curso do mandato foi líder do governo Mauro Borges. Devido a cassação dos direitos políticos e do mandato de senador que o ex-presidente Juscelino Kubitschek exercia por Goiás desde 1961, João Abraão foi eleito para ocupar a vaga em 1965 filiando-se ao MDB após a outorga do bipartidarismo. Cassado pelo Ato Institucional Número Cinco em 16 de janeiro de 1969, afastou-se da vida pública em definitivo. Lembremos que o primeiro ocupante da cadeira em jogo foi o médico alagoano Taciano de Melo. Eleito senador em 1958, negociou o mandato em troca de uma vaga no Tribunal de Contas do Distrito Federal permitindo a vitória de Juscelino Kubitschek na eleição suplementar de 4 de junho de 1961.

## Resultado da eleição para senador
Os números a seguir têm por fonte os arquivos do Tribunal Superior Eleitoral e do Tribunal Regional Eleitoral de Goiás.
| Candidatos a senador da República | Primeiro suplente de senador  | Número | Coligação             | Votação | Percentual |
| --------------------------------- | ----------------------------- | ------ | --------------------- | ------- | ---------- |
| João Abraão MDB                   | Péricles Pedro da Silva MDB   | -      | MDB (sem coligação)   | 197.815 | 51,26%     |
| José Fleury ARENA                 | José Cruciano de Araújo ARENA | -      | ARENA (sem coligação) | 188.101 | 48,74%     |

## Deputados federais eleitos
São relacionados os candidatos eleitos com informações complementares da Câmara dos Deputados.

Representação eleita
  ARENA: 8
  MDB: 5

Fonteː
| Deputados federais eleitos | Partido | Votação | Percentual | Cidade onde nasceu    | Unidade federativa |
| Jales Machado              | ARENA   | 49.137  | 11,06%     | Alfenas               | Minas Gerais       |
| Paulo Campos               | MDB     | 25.772  | 5,80%      | Rio Verde             | Goiás              |
| Benedito Ferreira          | ARENA   | 24.940  | 5,61%      | Urutaí                | Goiás              |
| Ary Valadão                | ARENA   | 23.080  | 5,19%      | Anicuns               | Goiás              |
| Anapolino de Faria         | MDB     | 22.927  | 5,16%      | Anápolis              | Goiás              |
| Emival Caiado              | ARENA   | 22.877  | 5,15%      | Goiás                 | Goiás              |
| Rezende Monteiro           | ARENA   | 20.375  | 4,58%      | Caiapônia             | Goiás              |
| Antônio Magalhães          | MDB     | 19.622  | 4,41%      | Formoso               | Goiás              |
| José Freire                | MDB     | 18.104  | 4,07%      | Arraias               | Tocantins          |
| Vilmar Guimarães           | ARENA   | 17.249  | 3,88%      | Rio Verde             | Goiás              |
| Joaquim Cordeiro           | ARENA   | 16.402  | 3,69%      | Arraias               | Tocantins          |
| Celestino Filho            | MDB     | 15.875  | 3,57%      | Corumbaíba            | Goiás              |
| Lisboa Machado             | ARENA   | 14.388  | 3,24%      | Monte Alegre de Minas | Minas Gerais       |

## Deputados estaduais eleitos
Estavam em jogo as 39 cadeiras da Assembleia Legislativa de Goiás, sendo que a ARENA conseguiu vinte e cinco vagas contra quatorze do MDB.

Representação eleita
  ARENA: 25
  MDB: 14

Fonteː
| Deputados estaduais eleitos     | Partido | Votação | Percentual | Cidade onde nasceu          | Unidade federativa |
| Olímpio Jaime                   | MDB     | 12.965  |            | Pirenópolis                 | Goiás              |
| Iturival Nascimento             | MDB     | 8.676   |            | Rio Verde                   | Goiás              |
| Genésio de Barros               | ARENA   | 8.441   |            | Morrinhos                   | Goiás              |
| Francisco Maranhão Japiassu     | MDB     | 8.285   |            | Carolina                    | Maranhão           |
| Tércio Caldas                   | ARENA   | 8.237   |            | Itaberaí                    | Goiás              |
| Ataíde Rodrigues Borges         | ARENA   | 8.237   |            | Itumbiara                   | Goiás              |
| Leão di Ramos Caiado Filho      | ARENA   | 7.960   |            | Goiás                       | Goiás              |
| Brasílio Caiado                 | ARENA   | 7.875   |            | Goiás                       | Goiás              |
| Ursulino Leão                   | ARENA   | 7.846   |            | Crixás                      | Goiás              |
| Alcir Mendonça                  | ARENA   | 7.832   |            | Palmeiras de Goiás          | Goiás              |
| Ornelo Machado                  | ARENA   | 7.718   |            | Jaraguá                     | Goiás              |
| Lafaiete de Campos              | MDB     | 7.475   |            | Nossa Senhora do Livramento | Mato Grosso        |
| Altamir Mendonça                | ARENA   | 7.430   |            | Pirenópolis                 | Goiás              |
| Getúlio Vaz da Costa            | ARENA   | 6.965   |            | Inhumas                     | Goiás              |
| Brito Miranda                   | MDB     | 6.804   |            | Pedro Afonso                | Tocantins          |
| Oscar Sardinha Filho            | ARENA   | 6.605   |            | Tocantínia                  | Tocantins          |
| Edson Monteiro de Godoy         | MDB     | 6.382   |            | Santa Cruz de Goiás         | Goiás              |
| José Carneiro Vaz               | ARENA   | 6.374   |            | Ipameri                     | Goiás              |
| Raimundo Santana Amaral         | ARENA   | 6.227   |            | Uruaçu                      | Goiás              |
| Nigel Guido Spenciere           | MDB     | 6.264   |            | Goiás                       | Goiás              |
| Sebastião Augusto Barbosa Filho | MDB     | 6.234   |            | Itaberaí                    | Goiás              |
| Sidney Ferreira                 | ARENA   | 6.168   |            | Jataí                       | Goiás              |
| Eurico Barbosa dos Santos       | MDB     | 6.156   |            | Morrinhos                   | Goiás              |
| Elcival Caiado                  | ARENA   | 6.153   |            | Goiás                       | Goiás              |
| Darcy Gomes Marinho             | ARENA   | 6.082   |            | Carolina                    | Maranhão           |
| Adail Viana Santana             | ARENA   | 6.079   |            | Salvador                    | Bahia              |
| Adão Silva                      | MDB     | 5.842   |            | Nova Aurora                 | Goiás              |
| José de Assis                   | ARENA   | 5.800   |            | Mineiros                    | Goiás              |
| Osmar Xerxes Cabral             | ARENA   | 5.746   |            | Rio Verde                   | Goiás              |
| Manoel Mendonça                 | ARENA   | 5.609   |            | Hidrolândia                 | Goiás              |
| Jesus Meireles                  | ARENA   | 5.585   |            | Luziânia                    | Goiás              |
| Gilberto Santana Filho          | ARENA   | 5.543   |            | Piracanjuba                 | Goiás              |
| Hugo Ribeiro Parrode            | ARENA   | 5.507   |            | Anicuns                     | Goiás              |
| Gustavo Balduíno Santa Cruz     | MDB     | 5.389   |            | Posse                       | Goiás              |
| Issy Quinan                     | ARENA   | 5.277   |            | Anicuns                     | Goiás              |
| José Barbosa Reis               | MDB     | 5.196   |            | Pontalina                   | Goiás              |
| Olímpio Ferreira Sobrinho       | ARENA   | 5.060   |            | Anápolis                    | Goiás              |
| Manoel Luiz da Silva Brandão    | MDB     | 5.041   |            | Inhumas                     | Goiás              |
| José Avelino Rocha              | MDB     | 4.940   |            | Trindade                    | Goiás              |